# سیاست در پاکستان
سیاست پاکستان در چارچوبی که توسط قانون اساسی تعیین شده صورت می‌گیرد. این کشور یک جمهوری پارلمانی فدرال است که در آن دولت‌های استانی از درجه بالایی از استقلال و قدرت‌های مانده برخوردار هستند. قدرت اجرایی به کابینه ملی که به ریاست نخست‌وزیر واگذار می‌شود که به‌طور منسجم در کنار پارلمان و دادگستری فعالیت می‌کند. مقررات تعیین شده توسط قانون اساسی، یک بررسی دقیق و توازن در تقسیم اختیارات بین قوه مجریه، مجلس و قوه قضایی را فراهم می‌کند.
این کشور در سال ۱۹۴۷ به عنوان یک دولت و کشور جدید از هند مستقل شد. در سال ۱۹۷۱ جنگ داخلی به جدایی پاکستان شرقی با نام بنگلادش از این کشور منجر شد. از زمان استقلال، جمهوری فدرال پاکستان دوره‌های رشد نظامی و اقتصادی و هم‌چنین بی‌ثباتی را همگام با جدا شدن بنگلادش از خود، تجربه کرده‌است. جمهوری فدرال پاکستان از لحاظ بزرگی نیروهای مسلح در رده هفتم جهان است و تنها کشور اسلامی دارنده جنگ‌افزار هسته‌ای می‌باشد.
پاکستان عضو سازمان ملل متحد، سازمان کنفرانس اسلامی، سازمان همکاری منطقه‌ای جنوب آسیا (سارک)، و سازمان اکو می‌باشد. همچنین از دوران استقلال پاکستان و هند از بریتانیای کبیر، این کشور عضوی از اتحادیه کشورهای همسود (مشترک‌المنافع) بوده‌است. گرچه عضویت پاکستان در این اتحادیه سه بار لغو شده‌است؛ نخستین بار در سال ۱۳۵۱ (۱۹۷۲) پس از آنکه اتحادیه کشورهای همسود استقلال بنگلادش (پاکستان شرقی) را از پاکستان به رسمیت شناخت، دولت پاکستان به نشانهٔ اعتراض این اتحادیه را ترک کرد، که البته دوباره در سال ۱۹۸۹ به اتحادیه بازگشت. عضویت پاکستان از سال ۱۹۹۹ تا ۲۰۰۴ به دلیل کودتای غیرقانونی ژنرال پرویز مشرف از طرف اتحادیه لغو شد. سومین بار در نوامبر ۲۰۰۷، عضویت پاکستان به دلیل اعلام وضعیت فوق‌العاده توسط پرویز مشرف از سوی اتحادیه لغو شده‌است.

## نخست‌وزیر
نخست‌وزیر پاکستان
رئیس دولت پاکستان است و به عنوان «رئیس قوه مجریه جمهوری» منصوب شده‌است.
نخست‌وزیر قوه مجریه را رهبری می‌کند، بر رشد اقتصادی نظارت می‌کند، مجلس شورای ملی را رهبری می‌کند، رئیس شورای مشترک‌المنافع و همچنین کابینه را بر عهده دارد و عهده‌دار مقام فرماندهی زرادخانه‌های هسته ای است. این جایگاه، دارنده خود را در رهبری ملت و کنترل همه امور سیاست داخلی و خارجی قرار می‌دهد. نخست‌وزیر توسط اعضای مجمع ملی پاکستان می‌شود و بنابراین معمولاً رهبر حزب اکثریت در مجلس است. قانون اساسی از پاکستان قدرت اجرایی را در دست نخست‌وزیر قرار می‌دهد، که مسئول تعیین کابینه و همچنین اداره قوه مجریه است، اتخاذ و تفویض تصمیمات اجرایی، انتصابات و ابلاغ توصیه‌ها نیز به تأیید اجرایی نخست‌وزیر نیاز دارد.
نخست‌وزیر بر اساس قانون اساسی در نقش مشاور اصلی رئیس‌جمهور پاکستان در امور حساس فعالیت می‌کند و نقش تعیین‌کننده ای در انتصاب همه شاخه‌های رهبری ارتش و همچنین تضمین کنترل غیرنظامی نیروهای نظامی در مورد ارتش از طریق روسای ستاد مشترک دارد. اختیارات نخست‌وزیر با یک سیستم ظریف تفکیک قوا توسط هر قوه رشد چشمگیری داشته‌است. این جایگاه در سالهای ۱۹۶۰–۷۳، ۱۹۷۷–۸۵ و ۲۰۰۲–۲۰۰۲ به دلیل کودتای نظامی غایب بود. در هر یک از این دوره‌ها، دیکتاتوری نظامی به رهبری رئیس‌جمهور اختیارات نخست‌وزیر را بر عهده داشت.

## مجلس
مجلس شورای پاکستان
نهاد عالی و فدرال قانونگذاری پاکستان است. این قوه مقننه دومجلسی فدرال مشتمل بر سنا به عنوان مجلس علیا و اسمبلی ملی، به عنوان مجلس سفلی است. بنا بر قانون اساسی جمهوری اسلامی پاکستان، رئیس‌جمهور پاکستان نیز جزئی از پارلمان است. مجلس شوری برای دوره‌های پنج ساله بر اساس رای آحاد مردم انتخاب می‌شود. بنا به توصیهٔ نخست‌وزیر و اختیار رئیس‌جمهور، دورهٔ مجلس شوری خاتمه می‌یابد.

## احزاب
مسلم لیگ، اولین دولت پاکستان را به رهبری محمد علی جناح و لیاقت علی خان تشکیل داد. رهبری سیاست پاکستان به دست مسلم لیگ با ظهور احزاب سیاسی دیگر و با ظهور حزب مردم پاکستان در غرب پاکستان و عوامی لیگ در شرق پاکستان که نهایتاً به ایجاد بنگلادش منجر شد، به میزان زیادی رو به افول گذاشت. اولین قانون اساسی پاکستان در سال ۱۳۳۵ (۱۹۵۶) اتخاذ شد، اما در سال ۱۹۵۸ توسط ایوب خان به حال تعلیق درآمد. قانون اساسی مصوب ۱۹۷۳ توسط ضیاءالحق در سال ۱۹۷۷ به تعلیق درآمد و دگربار در سال ۱۹۹۱ به تصویب رسید و این مهم‌ترین سندی است که پایه‌های دولت و حکومت را بنا می‌نهد. پاکستان یک جمهوری فدرال است و اسلام به عنوان دین رسمی کشور محسوب می‌شود. سیستم نیمه–رئیس‌جمهوری شامل قوه مقننه‌ای متشکل از دو مجلس است که خود شامل سنای پاکستان که شامل ۱۰۰ عضو است و مجمع ملی پاکستان که دارای ۳۴۲ عضو است، می‌شود.

### حزب مردم پاکستان
حزب مردم پاکستان
یکی از احزاب چپ‌گرای سوسیالیستی دموکراتیک و ترقی‌خواه سکولار در کشور پاکستان است و مرکز آن در استان جنوبی سند پاکستان قرار دارد. حزب عضو اتحادیهٔ انترناسیونال سوسیالیستی است. این حزب از زمان تاسیسش در ۱۹۶۷، یک نیروی مهم چپ‌گرا در کشور بوده‌است که توسط خاندان بوتو اداره می‌شود. معروف‌ترین رهبر حزب، بی‌نظیر بوتو، اولین زنی بود که در یک کشور با اکثریت مسلمان به ریاست دولت رسید.
در آغاز، جمعی از کمونیست‌های حزب کمونیست پاکستان و سوسیالیست‌های حزب سوسیالیست پاکستان گرد آمدند و حزب را تأسیس کردند و در یک رای‌گیری، ذوالفقار علی بوتو را به ریاست حزب برگزیدند. سپس برنامهٔ چپ‌گرایانهٔ سوسیالیستی برای حزب تدوین شد که در جامعهٔ مدنی پاکستانی بسیار موفق و مورد استقبال شد و در قیاس با برنامه‌های پیشین حزب کمونیست پاکستان، مردم به برنامه‌های حزب مردم اقبال بیش‌تری نشان دادند. از آن زمان، حزب مردم پاکستان به عنوان یک حزب سوسیالیستی دموکراتیک با سیاست سکولار شناخته می‌شد. در زمان دولت بی‌نظیر بوتو نیز حزب به اجرا کردن برنامه‌های سوسیالیستی تلاش کرد؛ ولی بعداً حزب در سیاست‌های اقتصادی‌اش چرخشی به سمت اقتصاد بازار و لیبرالیسم اقتصادی کرد.

## ارتش
ارتش پاکستان نقش مؤثری را در سیاست‌های عمده کشور در طول تاریخ این کشور ایفا کرده‌است؛ رؤسای جمهور نظامی از ۱۹۵۸ و ۷۱، ۱۹۷۷ و ۸۸ و از ۱۹۹۹ تا به امروز رهبری کشور را به عهده داشتند. حزب چپ‌گرای مردم پاکستان (PPP) که توسط ذوالفقار علی بوتو رهبری می‌شد، به عنوان یک بازیگر سیاسی مهم در دهه ۱۹۷۰ ظهور کرد.
تحت رهبری نظامی محمد ضیاءالحق پاکستان سیاست خود را از سیاست سکولار بریتانیایی جدا کرد و به سوی شریعت و دیگر قوانین اسلام پایه تغییر موضع داد. در طول دهه ۱۹۸۰ جنبش متحد قومی (MQM) که ضد فئودالی و طرفدار مهاجر اردو |مهاجر بود توسط ساکنان شهری تحصیل کرده و غیرسنتی ایالت سند و به‌ویژه کراچی آغاز به کار کرد. سال‌های دهه ۱۹۹۰ شاهد سیاست‌های ائتلافی که توسط حزب مردم و مسلم لیگ احیا شده رهبری می‌شد بود.

## انتخابات
در انتخابات عمومی اکتبر ۲۰۰۲، مسلم لیگ پاکستان (PML –Q) تعداد زیادی از کرسی‌های مجلس ملی را با قرار گرفتن در رده دوم از میان دیگر گروه‌ها از آن خود کرد و به عنوان حزب مجلس ملت پاکستان که شاخه‌ای از حزب PPP بود شناخته شد. ظفراللّه خان جمالی از PML –Q به عنوان نخست‌وزیر شناخته شد، اما درتاریخ ۲۶ ژوئن ۲۰۰۴ استعفا داد و رهبر PML –Q چادهری مبثوجات (شجاعت) حسین به عنوان نخست‌وزیر موقت جایگزین او شد. در ۲۸ اوت ۲۰۰۴ مجمع ملی به وزیر اقتصاد پاکستان و قائم مقام پیشین سیتی بانک، شوکت عزیز رأی داد و او را به عنوان نخست‌وزیر انتخاب کرد. مجلس متحده عمل که ائتلاف احزاب مذهبی اسلامی بود درانتخابات ایالت مرزی شمال غرب پیروز شد و حضور خود را در مجمع ملی پاکستان افزایش داد.
هر رئیس‌جمهوری در پاکستان برای پنج سال انتخاب می‌شود. رئیس‌جمهور مقامی تقریباً تشریفاتی در پاکستان به‌شمار می‌آید. نمایندگان هر دو پارلمان ملی پاکستان یعنی؛ مجلس ملی و سنا، به همراه چهار مجلس استانی یا مجالس ایالتی که شامل سند، پنجاب، خیبرپختونخواه و بلوچستان رئیس‌جمهور این کشور را با رأی‌گیری انتخاب می‌کنند؛ که حدوداً تعداد این نمایندگان به هزار و صد نفر می‌رسد.
روند اخذ رأی انتخابات ریاست جمهوری پاکستان در اسلام‌آباد تحت نظارت قاضی انور کاسی رئیس دادگاه عالی این شهر برگزار می‌شود.

## روابط خارجی
روابط خارجی پاکستان
پاکستان عضو فعالی از سازمان ملل و سازمان کنفرانس اسلامی است و OIC را به عنوان محلی برای گروه اعتدال روشنفکران به کار برده‌است؛ که برنامه‌ای برای ایجاد یک رنسانس و عنصر روشنگری در دنیای اسلام است. پاکستان همچنین یکی از اعضا سازمان‌های مهم منطقه‌ای سازمان‌های همکاری‌های منطقه‌ای جنوب آسیا (سارک) و سازمان همکاری‌های اقتصادی (اکو) است. پاکستان در گذشته روابط گوناگونی را با آمریکا به خصوص در اوایل دهه ۱۹۵۰ هنگامی که پاکستان مهم‌ترین متحد آسیایی بود رقم زده‌است.
پاکستان همچنین عضو سازمان پیمان مرکزی (سنتو) و سازمان پیمان جنوب شرقی آسیا (SEATO) بود. در طول جنگ شوروی–افغانستان در دهه ۱۹۸۰ پاکستان یکی از متحدان اصلی آمریکا بود. اما روابط آن‌ها هنگامی که آمریکا به‌خاطر سوءظن‌هایی نسبت به استفاده پاکستان از فعالیت‌های هسته‌ای تحریم‌هایی را بر او اعمال کرد، روبه سردی گذاشت. پس از حملات ۱۱ سپتامبر و جنگ بر سر تروریسم روابط آمریکا و پاکستان به‌ویژه پس از اینکه پاکستان حمایت خود را از رژیم طالبان در کابل ظاهراً متوقف نمود، بهبود یافته‌است. در ژانویه ۲۰۰۴، مؤسس برنامه هسته‌ای پاکستان عبدالقدیر خان به موضوع گسترش نیروی هسته‌ای به لیبی، ایران و کره شمالی اعتراف کرد. در ۵ فوریه ۲۰۰۴ پرزیدنت پرویز مشرف اعلام کرد که او عبدالقدیر خان را بخشوده‌است.

### روابط با هند
پاکستان مدت‌های زیادی روابط ناآرامی را با همسایه‌اش هند داشته‌است. اختلاف بلندمدت بر سر کشمیر به جنگ‌های تمام عیاری در جنگ هند – پاکستان در ۱۹۴۷ و جنگ هند و پاکستان در ۱۹۶۵ انجامید. جنگ داخلی در ۱۹۷۱ به جنگ آزادی خواهانه بنگلادش که خودجوش بود و جنگ ۱۹۷۱ هند– پاکستان تبدیل شد. پاکستان برای نشان دادن برابری خود با آزمایش‌های هسته‌ای Pokhran-II هند در سال ۱۹۹۸ آزمایش‌های سلاح‌های هسته‌ای را انجام داد و تنها کشور مسلمان دارای سلاح‌های هسته‌ای به‌طور رسمی گردید. روابط این کشور با هند پس از آغاز مذاکرات صلح در ۲۰۰۲ رو به بهبودی است. پاکستان روابط نزدیک اقتصادی نظامی و سیاسی را با جمهوری خلق چین دارا می‌باشد.